# نيوجيرسي ديفلز
نيوجيرسي ديفلز (بالإنجليزية: New Jersey Devils)‏ هو فريق هوكي جليد أمريكي محترف يلعب في الشعبة المتروبولية من القسم الشرقي في دوري الهوكي الوطني (NHL). حاز على كأس ستانلي أعوام 1995، 2000، 2003.